# Vlag van Santa Fe

Vlag van Santa Fe

Vlag van Santa Fe, 1819-1821

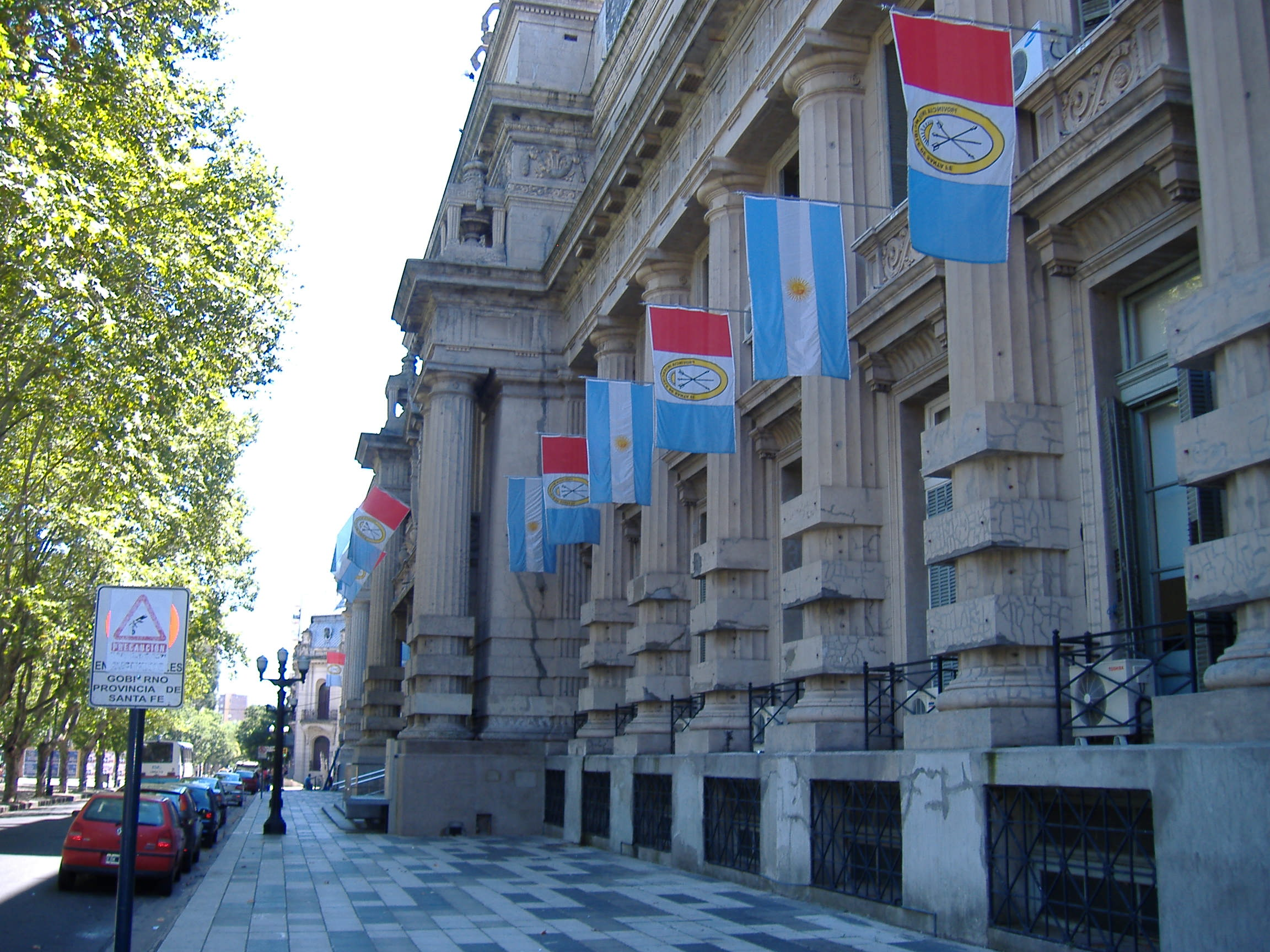
Gebouw van de provinciale overheid in Rosario, voorzien van provinciale en nationale vlaggen.

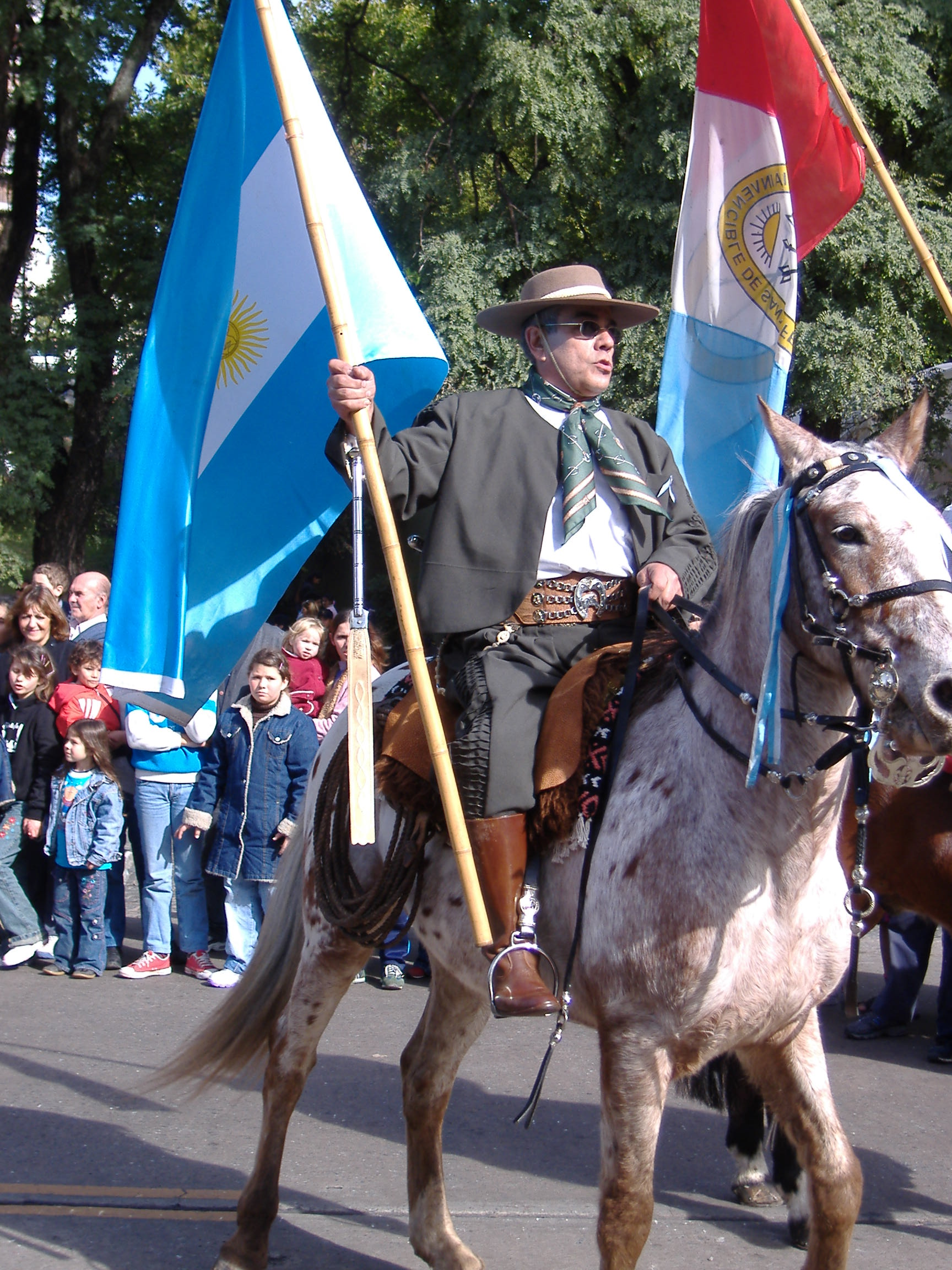
Gaucho's in Rosario op 20 juni 2006 met de Argentijnse vlag en die van Santa Fe. De Argentijnse Dag van de Vlag is elk jaar op 20 juni.

De vlag van Santa Fe is een verticale driekleur in de kleuren rood, wit en lichtblauw, met in het midden van de witte baan het centrale element uit het wapen van Santa Fe, omringd door een gele ovaal waarin in zwarte hoofdletters de tekst Provincia Invencible de Santa Fe ("Onverslaanbare Provincie van Santa Fe") staat.
Het embleem in het midden toont twee speren die naar beneden wijzen, oorspronkelijk als symbool van de nederlaag van de indianen. De pijl die naar boven wijst symboliseert de overwinning van het christendom; de zon verwijst naar de Argentijnse vlag.
De eerste provinciale vlag werd in 1815 gehesen en was hetzelfde als de toenmalige vlag van Entre Ríos. In 1819 werd een nieuwe vlag in gebruik genomen: een horizontale rood-wit-blauwe driekleur. In 1821 stapte men alweer over op een nieuwe vlag; deze was gelijk aan de vlag van Argentinië, maar dan zonder zon en met een rode driehoek aan de zijkant.
Ook de vlag van 1821 bleef kort in gebruik: al in augustus 1822 werd een nieuwe vlag aangenomen, die er hetzelfde uitzag als de huidige vlag. Het gebruik ervan stopte rond 1890 en het zou tot 11 september 1986 duren alvorens zij opnieuw in gebruik zou worden genomen.